# Mohammed Mahroufi
Mohammed Mahroufi (1947) é um ex-futebolista profissional marroquino, que atuava como meio-campo.

## Carreira
Mohammed Mahroufi fez parte do elenco da histórica Seleção Marroquina de Futebol da Copa do Mundo de 1970.